# Edyta Koryzna
Edyta Koryzna (ur. 19 marca 1973 w Białymstoku) – polska koszykarka, reprezentantka Polski i olimpijka. Zawodniczka grająca na pozycji rzucającego obrońcy.

## Życiorys
Ukończyła liceum ogólnokształcące w rodzinnej miejscowości, a także studia na kierunku wychowanie fizyczne i zdrowotne na Uniwersytecie Łódzkim z tytułem zawodowym magistra pedagogiki.
Karierę sportową rozpoczynała we Włókniarzu Białystok, z którego w 1992 przeniosła się do Stilonu Gorzów Wielkopolski. W 1992 zdobyła brązowy medal mistrzostw Europy juniorek. Od 1996 do 1998 grała w Łódzkim Klubie Sportowym, zdobywając w 1997 mistrzostwo Polski. W następnym roku wraz z łódzkim zespołem dotarła do półfinału Pucharu Ronchetti. W 1998 Edyta Koryzna przeniosła się do MTK Pabianice. Czterokrotnie zdobyła z nim wicemistrzostwo kraju. Po kilku latach przeszła do Orła Polkowice. W 2007 powróciła do Łódzkiego Klubu Sportowego, gdzie grała do 2008. W 2009 przeniosła się do AZS PWSZ Gorzów Wielkopolski. Po sezonie, w którym ponownie zdobyła wicemistrzostwo Polski, zakończyła karierę sportową.
W reprezentacji Polski debiutowała w 1996, do 2003 rozegrała w niej 111 meczów, zdobywając 612 punktów. W 2000 wystąpiła na Letnich Igrzyskach Olimpijskich w Sydney, na których reprezentacja zajęła 8. miejsce.
Była także asystentką trenera, a następnie została trenerem PTK Pabianice. Mimo oficjalnego zakończenia kariery sportowej grywała okazjonalnie w prowadzonym przez siebie klubie, a także w UKS Basket Aleksandrów Łódzki.
W 2014 kandydowała z ramienia Platformy Obywatelskiej do rady miejskiej w Pabianicach.

## Przebieg kariery
- do 1992 – Włókniarz Białystok
- 1992–1996 – Stilon Gorzów Wielkopolski
- 1996–1998 – ŁKS Łódź
- 1998–2002 – MTK Pabianice
- 2002–2006 – Orzeł Polkowice
- 2007–2008 – ŁKS Łódź
- 2009 – AZS PWSZ Gorzów Wielkopolski[5]